# Brunträsket (Malå socken, Lappland, 723874-162190)
Brunträsket är en sjö i Malå kommun i Lappland och ingår i Skellefteälvens huvudavrinningsområde. Sjön har en area på 0,229 kvadratkilometer och ligger 375,5 meter över havet. Sjön avvattnas av vattendraget Sikträskbäcken.

## Delavrinningsområde
Brunträsket ingår i det delavrinningsområde (723880-162336) som SMHI kallar för Mynnar i Bollsjaur. Medelhöjden är 386 meter över havet och ytan är 24,3 kvadratkilometer. Det finns inga avrinningsområden uppströms utan avrinningsområdet är högsta punkten. Sikträskbäcken som avvattnar avrinningsområdet har biflödesordning 4, vilket innebär att vattnet flödar genom totalt 4 vattendrag innan det når havet efter 157 kilometer. Avrinningsområdet består mestadels av skog (65 procent) och sankmarker (26 procent). Avrinningsområdet har 0,78 kvadratkilometer vattenytor vilket ger det en sjöprocent på 3,2 procent.